# Sarmaşık, Hayrat
Sarmaşık là một xã thuộc huyện Hayrat, tỉnh Trabzon, Thổ Nhĩ Kỳ. Dân số thời điểm năm 2011 là 66 người.